# Anatolij Jevgenyjevics Karpov
 Ez a cikk a sakkjátszmák algebrai lejegyzését alkalmazza.
Anatolij Jevgenyjevics Karpov (oroszul: Анатолий Евгеньевич Карпов; Zlatouszt, 1951. május 23. –) orosz sakkozó, 1975 és 1985 között egyedüli világbajnok, 1993 és 1999 között a FIDE világbajnoka, csapatban hatszoros, egyéniben háromszoros sakkolimpiai bajnok, kétszeres sakkcsapat világbajnok, csapatban négyszeres Európa-bajnok, háromszoros szovjet bajnok (1976, 1982, 1983), ifjúsági Európa-bajnok és junior világbajnok. Kilencszer kapta meg a Sakk-Oscar-díjat. Sakkszakíró, újságíró, a közgazdaságtudományok kandidátusa.
Karpov több mint 160 sakktornán végzett az élen. Legmagasabb Élő-pontszáma 2780 volt.
Tökéletes gépezetként sakkozott. Ott kezdett el egy állást számolgatni, ahol az ellenfele abbahagyta. Mindig egy-két lépéspárral előrébb gondolkodott. Szinte minden változatot ki akart számolni, ami persze lehetetlen. Nem sürgetett megnyerni a partikat, szép lassan és óvatosan, de magabiztosan kerítette be a partnerét. A végjáték mestere volt.
2004-ben beválasztották a World Chess Hall of Fame (Sakkhírességek Csarnoka) tagjai közé.
2005 óta az Oroszországi Föderáció Társadalmi Kamarájának tagja, mely az orosz elnök által kinevezett és meghívott tagokból álló konzultatív állami testület. Az utóbbi években számos humanitárius ügy mellett kötelezte el magát, részt vett például a jódozott konyhasó használatának elterjesztéséért folytatott kampányban. 2011-ben az Egységes Oroszország párt képviselőjeként bekerült az Oroszországi Föderáció parlamentjébe. Róla nevezték el a 90414 Karpov nevű kisbolygót.
2010-ben elindult a Nemzetközi Sakkszövetség (FIDE) elnökségért folyó versenyben, azonban a szavazás során alulmaradt Kirszan Iljumzsinovval szemben.

## Élete és sakkpályafutása

### Családja
Apja Jevgenyij Sztyepanovics Karpov (1918–1979) gyári munkásként, később mérnökként dolgozott. Több találmány és újítás fűződik a nevéhez. Anyja Nyina Grigorjevna Karpova háztartásbeli volt. Egy öt évvel idősebb nővére van. Kétszer házasodott, mindkét házasságból született egy gyermeke. Első felesége Irina Kuimova, akitől 1979-ben született fia, Anatolij. Második felesége Natalja Vlagyimirovna Bulanova (1964–), akitől 1999-ben született Szofja nevű lánya.

### Korai pályája
Az egykori Szovjetunió Urál-régiójában, Zlatouszt városban született. Sakkozni négyéves korában tanult meg. Kitűnő tanuló volt és a sakkozásban gyorsan emelkedett. Már 11 éves korában mesterjelölt volt. Tizenkét évesen felvették Mihail Botvinnik nagy hírű sakkiskolájába. Ironikus, hogy Botvinnik ezt mondta róla: „A fiúnak nincs sok lövése a sakkhoz, nincs jövője ezen a pályán.” Karpov maga is elismerte, hogy nem sokat értett meg a sakkelméletből ebben az időben, viszont a Botvinnik feladta leckék sokat segítettek, mert kénytelen volt sakk-könyveket tanulmányozni és keményen dolgozni. Olyan gyorsan tanult, hogy 1966-ban, 15 évesen ő lett a legfiatalabb szovjet mester. (Ebben a korban ez korábban csak Borisz Szpasszkijnak sikerült, 1952-ben.)
1968-ban megnyerte a Groningenben rendezett junior sakk-Európa-bajnokságot. A középiskolát aranyéremmel végezte el, és 1968-ban beiratkozott matematikát tanulni a Moszkvai Állami Egyetemre. Később a Leningrádi Állami Egyetemre ment át, ahol közgazdaságtant végzett. Az átiratkozás egyik oka volt, hogy így közelebb került edzőjéhez, a Leningrádban élő Szemjon Furmanhoz. Írásaiban Furmant nevezi meg mint legfontosabb segítőjét abban, hogy világszínvonalú sakkozóvá vált.
1969-ben megnyerte a 20 év alatti sakkozók számára rendezett junior sakkvilágbajnokságot, Borisz Szpasszkij 1955-ös győzelme után második szovjet sakkozóként. A Stockholmban tartott döntőn 11-ből 10 pontot szerzett. Nem sokkal ezután holtversenyben a negyedik helyen végzett egy nemzetközi versenyen Caracasban, Venezuelában  és nemzetközi nagymester lett.

### Világbajnokjelölt
Az 1970-es évek elején sokat fejlődött. A felnőtt sakkozásban az Alekszandr Aljechin emlékverseny megnyerése volt az első jelentős sikere 1971-ben, és mindjárt sztárokkal teli mezőnyben. Élő-pontszáma az 1971-es 2540-ről 1973-ra 2660-ra emelkedett. Ebben az évben második lett a szovjet sakkbajnokságban, és megnyerte a Leningrádban tartott zónaközi versenyt. Utóbbi győzelmével kvalifikálta magát az 1974. évi világbajnokjelöltek versenyére, amelyen az dőlt el, ki hívhatja ki a világbajnokot, Bobby Fischert.
A torna első összecsapásán Karpov három győzelemmel és öt döntetlennel legyőzte Lev Polugajevszkijt. A következő fordulóban Borisz Szpasszkij korábbi világbajnokkal került szembe. Karpov ekkor azt mondta, hogy Szpasszkij könnyen megveri őt, a következő világbajnokjelölti verseny 1977-ben azonban már az övé lesz.
Legtöbben tényleg arra számítottak, hogy a Karpov elleni meccs könnyű menetelés lesz Szpasszkij számára. Szpasszkij meg is nyerte sötéttel az első játszmát, Karpov azonban céltudatos és agresszív játékkal a következőkben hat döntetlen mellett négy partit megnyert és ezzel ő jutott tovább. Bizonyára segítségére volt, hogy Szpasszkij korábbi megnyitáselemzője, az 1955-ös szovjet bajnok Jefim Geller hónapokkal a mérkőzés előtt az ő segítőihez csatlakozott.
A világbajnokjelöltek döntőjét Moszkvában rendezték, ahol Karpov az ugyancsak szovjet Viktor Korcsnojjal csapott össze. Korcsnoj leningrádi volt és amikor Karpov is ott tanult, 1971-ben már vívtak egy hatjátszmás edzőmeccset, amely 3–3-ra végződött. Moszkvában intenzív, kimerítő összecsapás kezdődött. Karpov három ponttal elhúzott, de aztán kifáradt, és Korcsnoj lefaragott a hátrányából két pontot. Így izgalmas befejezés következett, de végül Karpov kerekedett felül 12,5–11,5 arányban (+3-2=19), és kihívhatta Fischert.

### A nagy mérkőzés, ami nem jött létre
Bár a szovjet Karpov és az amerikai Fischer közti mérkőzést nagy várakozás előzte meg, a meccs sohasem jött létre. Fischer ahhoz ragaszkodott, hogy tíz nyert játszmáig folyjon a küzdelem, de 9–9 esetében a világbajnok őrizze meg címét. Az utóbbi feltétel komoly vitát kavart, sokan nem tartották fairnek Karpov irányába (hiszen így legalább 10–8-ra kellett volna győznie). A Nemzetközi Sakkszövetség (FIDE) végül el is utasította, erre Fischer a sakkvilág nagy csalódására inkább feladta koronáját. Karpov később kísérletet tett rá, hogy mégis összehozzon egy párosmérkőzést, de a tárgyalások nem vezettek eredményre. Így lett Karpov világbajnok anélkül, hogy ehhez le kellett volna győznie az előző világbajnokot.
Karpov későbbi legyőzője, Garri Kaszparov úgy vélte, Karpovnak jobb esélye lett volna, mivel előtte meggyőzően verte Szpasszkijt, új típusú sakkprofi volt, aki jobb minőségű partikat játszott, ráadásul Fischer ebben az időben már három éve nem versenyzett.
Egy 2004-ben publikált cikkben Polgár Zsuzsa így írt: „Erről a témáról beszélgettünk Borisz Szpasszkijjal és neki az volt a véleménye, hogy Bobby győzött volna 1975-ben, a visszavágót azonban már Anatolij nyerte volna.”

### Világbajnok
Világbajnoki címét két alkalommal sikeresen védi meg Viktor Korcsnoj ellen. Először az 1978-as sakkvilágbajnokság döntőjében 6–5-re győzte le (21 döntetlen mellett), másodszor az 1981-es sakkvilágbajnokság döntőjében 6–2-re (10 döntetlen mellett).

### Vetélkedése Kaszparovval
Garri Kaszparov és Anatolij Karpov hét éven keresztül küzdött egymással a világbajnoki címért. Összesen öt világbajnoki döntőt vívtak egymással a teljes végletekig kiélezve. Tűz és víz küzdelme volt kettőjük harca, amely hatalmas népszerűséget váltott ki az egész világon.
Első összecsapásukra az 1984-es sakkvilágbajnokság döntőjében került sor. A sakk történetének leghosszabb világbajnoki párosmérkőzését mintegy félévnyi játék után, a 48. játszmát követően, Karpov 5–3-as vezetésénél Florencio Campomanes, a Nemzetközi Sakkszövetség (FIDE) akkori elnöke a versenyzők egészségi állapotának megőrzése érdekében félbeszakította.
A megismételt döntőt 1985-ben játszották, ezúttal már 24 játszmában limitált mérkőzésen, amelyen Kaszparov 13–11-re nyert, és ezzel elhódította Karpovtól a világbajnoki címet.
Karpov 1986-ban visszavágót játszhatott, amelyen ismét Kaszparov nyert, ezúttal 12,5–11,5-re.
A Kaszparov elleni újabb világbajnoki döntőre az 1985–87-es világbajnoksági ciklusban azt követően került sor, hogy Karpov 7,5–3,5 arányban legyőzte a világbajnokjelöltek versenyének győztesét, Andrej Szokolovot. A döntőben Kaszparov ellen ezúttal 12–12-es döntetlent ért el, ez azonban a szabályok szerint a regnáló világbajnok, Kaszparov számára a címe megvédését jelentette.
Az 1990-es sakkvilágbajnoksági ciklusban a világbajnokjelöltek versenyének párosmérkőzéses szakaszában, a negyeddöntőben kellett Karpovnak indulnia, és az izlandi Jóhann Hjartarsson ellen 3,5–1,5 arányban nyert. Az elődöntőben Artur Juszupov volt az ellenfele, aki ellen 4,5–3,5 arányú győzelmet aratott, míg a világbajnokjelöltek versenyének döntőjében a holland Jan Timman ellen diadalmaskodott 6,5–2,5 arányban, ezzel ismét jogot szerzett arra, hogy kihívja párosmérkőzésre a világbajnoki cím védőjét Kaszparovot.
Az 1990-es sakkvilágbajnokság döntőjében Kaszparov ezúttal is csak minimális arányban, 12,5–11,5-re nyert, de ezzel az eredménnyel is sikerült ismét megvédenie címét.

### FIDE-világbajnok

Karpov 1993-ban

Az 1991–93-as sakkvilágbajnoksági ciklusban Karpov a világbajnokjelöltek versenyének negyeddöntőjében legyőzte az indiai Visuvanádan Ánandot 4,5–3,5-re, az elődöntőben azonban vereséget szenvedett az angol Nigel Shorttól 6–4-re. Short később megnyerte a világbajnokjelöltek versenyét, és a világbajnoki címért mérkőzhetett Kaszparovval.
Időközben azonban Kaszparov szakított a FIDE-vel, és megalakította a Professzionális Sakkozók Szövetségét (PCA), és a Nigel Shorttal vívott 1993-as világbajnoki mérkőzést ennek keretében játszotta le. A FIDE ezért megfosztotta világbajnoki címétől, és hivatalos világbajnoki döntőnek a világbajnokjelöltek versenyének döntőjében vesztes Jan Timman és a Nigel Short elleni elődöntőt elvesztő Karpov mérkőzését ismerte el.
Az 1993. november–decemberben játszott párosmérkőzésen Karpov 12,5–8,5 arányban legyőzte Timmant, ezzel megszerezte a Fide-világbajnoki címet.
Címét az 1996-os FIDE-sakkvilágbajnokságon sikeresen védte meg, miután az elődöntőben 6–3-ra győzött Borisz Gelfand ellen, és a döntőben az amerikai Gata Kamskyt is sikerült legyőznie 10,5–7,5 arányban.
Az 1998-as FIDE-sakkvilágbajnokságon ismét megvédte világbajnoki címét, miután a világbajnoki döntő párosmérkőzésen rájátszás után 5–3 arányban győzött az indiai Visuvanádan Ánand ellen.
Az 1999-es FIDE-sakkvilágbajnokságon a regnáló világbajnoknak is el kellett indulnia a kieséses rendszerű (knock-out) világbajnokságon. Az új rendszerrel Karpov nem értett egyet, és nem indult el a versenyen, így a torna győztese lett az új világbajnok, Karpov ezzel elvesztette címét.
A 2002-es FIDE-sakkvilágbajnokságon utoljára indult el a címért folyó versengésben, azonban már az első fordulóban kikapott a kínai Csang Peng-hsziangtól 3–1-re, és kiesett a további versengésből.

## Kiemelkedő versenyeredményei

### Egyéni eredményei
| Év      | Verseny                                                                                      | +     | −     | =     | Eredmény       | Hely. |
| ------- | -------------------------------------------------------------------------------------------- | ----- | ----- | ----- | -------------- | ----- |
| 1966    | Mesterek és ifjú mesterjelöltek versenye                                                     | 5     | 0     | 10    | 10/15          | 1     |
| 1967    | Třinec, nemzetközi verseny                                                                   | 9     | 0     | 4     | 11/13          | 1     |
| 1968    | Groningen, Ifjúsági sakk-Európa-bajnokság                                                    | 4     | 0     | 3     | 5½/7           | 1     |
| 1968/69 | A Moszkvai Állami Egyetem sakkbajnoksága                                                     | 7     | 0     | 6     | 10/13          | 1     |
| 1969    | Leningrád, válogatóverseny a junior világbajnokságra                                         | 5     | 2     | 5     | 7½/12          | 1     |
|         | Stockholm, Junior sakkvilágbajnokság: elődöntő döntő                                         | 3 9   | 0 0   | 3 2   | 4½/6 10/11     | 1     |
| 1970    | Kujbisev, orosz bajnokság                                                                    | 8     | 0     | 9     | 12½/17         | 1     |
|         | Caracas, nemzetközi verseny                                                                  | 8     | 2     | 7     | 11½/17         | 4-6   |
|         | Riga, Szovjet bajnokság 1970                                                                 | 5     | 2     | 14    | 12/21          | 5-7   |
| 1971    | Daugavpils, 39. szovjet bajnokság (elődöntő)                                                 | 9     | 0     | 8     | 13/17          | 1     |
|         | Puerto Rico, XVIII. Főiskolai sakkolimpia (3. tábla)                                         | 7     | 0     | 1     | 7½/8           | 1     |
|         | Leningrád, Szovjet bajnokság1971                                                             | 7     | 2     | 12    | 13/21          | 4     |
|         | Moszkva, Aljechin-emlékverseny (1971)                                                        | 5     | 0     | 12    | 11/17          | 1-2   |
| 1971/72 | Hastings, nemzetközi verseny                                                                 | 8     | 0     | 6     | 11/14          | 1-2   |
| 1972    | Graz, XIX. Főiskolai sakkolimpia (1. tábla)                                                  | 5     | 0     | 4     | 7/9            | 1     |
|         | Szkopje, XX. sakkolimpia (1. tartalék)                                                       | 12    | 1     | 2     | 13/15          | 1     |
|         | San Antonio, nemzetközi verseny                                                              | 7     | 1     | 7     | 10½/15         | 1-3   |
| 1973    | Budapest, nemzetközi verseny                                                                 | 4     | 0     | 11    | 9½/15          | 2     |
|         | Leningrád, nemzetközi verseny                                                                | 10    | 0     | 7     | 13½/17         | 1-2   |
|         | Moszkva, Szovjet bajnokság 1973                                                              | 5     | 1     | 11    | 10½/17         | 2-6   |
|         | Madrid, nemzetközi verseny                                                                   | 7     | 0     | 8     | 11/15          | 1     |
| 1974    | Nizza, XXI. sakkolimpia (1. tábla)                                                           | 10    | 0     | 4     | 12/14          | 1     |
| 1975    | Portoroz–Ljubljana, nemzetközi verseny                                                       | 7     | 0     | 8     | 11/15          | 1     |
|         | Riga, Szovjetunió szpartakiádja (1. tábla)                                                   | 4     | 0     | 3     | 5½/7           | 1     |
|         | Milano, nemzetközi verseny körmérkőzés elődöntő Tigran Petroszjánnal döntő Portisch Lajossal | 3 0 1 | 1 0 0 | 7 4 5 | 6½/11 2/4 3½/6 | 1     |
| 1976    | Szkopje, nemzetközi verseny                                                                  | 10    | 0     | 5     | 12½/15         | 1     |
|         | Amszterdam, kétfordulós körmérkőzés négy nagymester között                                   | 2     | 0     | 4     | 4/6            | 1     |
|         | Manila, kétfordulós körmérkőzés négy nagymester között                                       | 1     | 1     | 4     | 3/6            | 2     |
|         | Montilla, nemzetközi verseny                                                                 | 5     | 0     | 4     | 7/9            | 1     |
|         | Moszkva, Szovjet bajnokság 1976                                                              | 8     | 1     | 8     | 12/17          | 1     |
| 1977    | Bad Lauterberg, nemzetközi verseny                                                           | 9     | 0     | 6     | /15            | 1     |
|         | Las Palmas, nemzetközi verseny                                                               | 12    | 0     | 3     | 13½/15         | 1     |
|         | Leningrád, nemzetközi verseny                                                                | 5     | 2     | 10    | 10/17          | 4-5   |
|         | London, nemzetközi verseny                                                                   | 3     | 0     | 3     | 4½/6           | 1     |
|         | Tilburg, nemzetközi verseny                                                                  | 6     | 0     | 5     | 8½/11          | 1     |
| 1978    | Bugojno, nemzetközi verseny                                                                  | 6     | 1     | 8     | 10/15          | 1-2   |
| 1979    | Montreal                                                                                     | 7     | 1     | 10    | 12/18          | 1-2   |
|         | Tilburg, nemzetközi verseny                                                                  | 4     | 0     | 7     | 7½/11          | 1     |
| 1980    | Bugojno, nemzetközi verseny                                                                  | 5     | 0     | 6     | 8/11           | 1     |
|         | Amszterdam, nemzetközi verseny                                                               | 7     | 1     | 6     | 10/14          | 1     |
|         | Bad Kissingen, nemzetközi verseny                                                            | 3     | 0     | 3     | 4½/6           | 1     |
|         | Tilburg, nemzetközi verseny                                                                  | 5     | 1     | 5     | 7½/11          | 1     |
| 1981    | Amszterdam, nemzetközi verseny                                                               | 4     | 1     | 6     | 7/11           | 2-3   |
|         | Linares, nemzetközi verseny                                                                  | 5     | 0     | 6     | 8/11           | 1-2   |
|         | Moszkva, nemzetközi verseny                                                                  | 5     | 0     | 8     | 9/13           | 1     |
| 1982    | London, nemzetközi verseny                                                                   | 5     | 1     | 7     | 8½/13          | 1-2   |
|         | Hamburg, nemzetközi verseny                                                                  | 5     | 1     | 5     | 7½/11          | 1     |
|         | Torino, nemzetközi verseny                                                                   | 3     | 1     | 8     | 7/12           | 1     |
|         | Tilburg, nemzetközi verseny                                                                  | 5     | 1     | 5     | 7½/11          | 1     |
| 1983    | Linares, nemzetközi verseny                                                                  | 2     | 0     | 8     | 6/10           | 2-3   |
|         | Hannover, nemzetközi verseny                                                                 | 8     | 1     | 6     | 11/15          | 1     |
|         | Moszkva, Szovjet bajnokság 1983                                                              | 5     | 1     | 9     | 9½/15          | 1     |
|         | Tilburg, nemzetközi verseny                                                                  | 3     | 0     | 8     | 7/11           | 1     |
| 1984    | Oslo, nemzetközi verseny                                                                     | 3     | 0     | 6     | 6/9            | 1     |
|         | London, nemzetközi verseny                                                                   | 6     | 1     | 6     | 9/13           | 1     |
| 1985    | Amszterdam, nemzetközi verseny                                                               | 4     | 0     | 6     | 7/10           | 1     |
| 1986    | Bécs, nemzetközi verseny                                                                     | 4     | 1     | 9     | 8½/14          | 1     |
|         | Bugojno, nemzetközi verseny                                                                  | 3     | 0     | 4     | 5/7            | 4     |
|         | Tilburg, nemzetközi verseny                                                                  | 2     | 1     | 11    | 7½/14          | 3     |
| 1987    | Amszterdam, nemzetközi verseny                                                               | 2     | 0     | 4     | 4/6            | 1-2   |
|         | Brüsszel, nemzetközi verseny                                                                 | 3     | 0     | 8     | 7/11           | 3     |
|         | Bilbao, nemzetközi verseny                                                                   | 5     | 0     | 4     | 7/9            | 1     |
| 1988    | Amszterdam, nemzetközi verseny                                                               | 3     | 2     | 7     | 6½/12          | 2     |
|         | Amszterdam, nemzetközi verseny                                                               | 2     | 1     | 3     | 3½/6           | 2-3   |
|         | Tilburg, nemzetközi verseny                                                                  | 7     | 0     | 7     | 10½/14         | 1     |
|         | Wijk aan Zee, nemzetközi verseny                                                             | 6     | 0     | 7     | 9½/13          | 1     |
| 1989    | Linares, nemzetközi verseny                                                                  | 5     | 1     | 4     | 7/10           | 2     |
| 1990    | Heninge, nemzetközi verseny                                                                  | 5     | 1     | 5     | 7½/11          | 2-3   |
|         | Reggio Emilia, nemzetközi verseny                                                            | 2     | 0     | 8     | 6/10           | 3     |
|         | Biel, nemzetközi verseny                                                                     | 5     | 0     | 9     | 9½/14          | 1     |
| 1991    | Amszterdam, nemzetközi verseny                                                               | 2     | 0     | 7     | 5½/9           | 3-4   |
| 1992    | Reggio Emilia, nemzetközi verseny                                                            | 4     | 0     | 9     | 8½/13          | 1     |
|         | Madrid, nemzetközi verseny                                                                   | 6     | 0     | 3     | 7½/9           | 1     |
|         | Biel, nemzetközi verseny                                                                     | 8     | 1     | 5     | 10½/14         | 1     |
|         | Baden-Baden, nemzetközi verseny                                                              | 6     | 3     | 6     | 9/14           | 1     |
| 1993    | Linares, nemzetközi verseny                                                                  | 6     | 2     | 5     | 8½/13          | 2-3   |
|         | Tilburg, nemzetközi verseny                                                                  | 3     | 0     | 9     | 7½/12          | 1     |
|         | Wijk aan Zee, nemzetközi verseny                                                             | 6     | 2     | 6     | 9/14           | 1     |
|         | Dortmund, nemzetközi verseny                                                                 | 5     | 1     | 1     | 5½/7           | 1     |
|         | Dos Hermanas, nemzetközi verseny                                                             | 6     | 0     | 3     | 7½/9           | 1     |
|         | Leon, nemzetközi verseny                                                                     | 2     | 0     | 7     | 5½/9           | 3-4   |
| 1994    | Linares, nemzetközi verseny                                                                  | 9     | 0     | 4     | 11/13          | 1     |
|         | Dos Hermanas, nemzetközi verseny                                                             | 4     | 1     | 4     | 6/9            | 2     |
|         | Las Palmas, nemzetközi verseny                                                               | 4     | 1     | 4     | 6/9            | 2     |
| 1995    | Linares, nemzetközi verseny                                                                  | 5     | 0     | 8     | 9/13           | 1     |
|         | Dos Hermanas, nemzetközi verseny                                                             | 3     | 1     | 5     | 5½/9           | 1-3   |
|         | Dortmund, nemzetközi verseny                                                                 | 4     | 0     | 5     | 6½/9           | 2     |
|         | Groningen, nemzetközi verseny                                                                | 4     | 0     | 7     | 7½/11          | 1     |
| 1996    | Belgrád, nemzetközi verseny                                                                  | 1     | 1     | 3     | 2½/5           | 3-4   |
|         | Biel, nemzetközi verseny                                                                     | 4     | 0     | 7     | 7½/11          | 1-2   |
|         | Bécs, nemzetközi verseny                                                                     | 3     | 1     | 5     | 5½/9           | 1-3   |
| 1997    | Dos Hermanaas, nemzetközi verseny                                                            | 2     | 1     | 6     | 5/9            | 3-4   |
|         | Biel, nemzetközi verseny                                                                     | 4     | 1     | 5     | 6½/10          | 2     |
| 1999    | Dortmund, nemzetközi verseny                                                                 | 1     | 0     | 6     | 4/7            | 3-5   |
|         | Hoogoven, nemzetközi verseny                                                                 | 1     | 1     | 4     | 3/6            | 3     |
| 2000    | Bali, nemzetközi verseny                                                                     | 3     | 0     | 6     | 6/9            | 2-3   |
|         | Buenos Aires, nemzetközi verseny                                                             | 3     | 1     | 5     | 5½/9           | 4     |

### Világbajnoki párosmérkőzései
| Év      | Város             | Verseny                                   | Ellenfél           | + | − | =  | Eredmény  |
| ------- | ----------------- | ----------------------------------------- | ------------------ | - | - | -- | --------- |
| 1974    | Moszkva           | Világbajnokjelöltek versenye, negyeddöntő | Lev Polugajevszkij | 3 | 0 | 5  | 5,5–2,5   |
| 1974    | Leningrád         | Világbajnokjelöltek versenye, elődöntő    | Borisz Szpasszkij  | 4 | 1 | 6  | 7–4       |
| 1974    | Moszkva           | Világbajnokjelöltek versenye, döntő       | Viktor Korcsnoj    | 3 | 2 | 19 | 12,5–11,5 |
| 1978    | Baguio            | Világbajnoki döntő                        | Viktor Korcsnoj    | 6 | 5 | 21 | 16,5–15,5 |
| 1981    | Merano            | Világbajnoki döntő                        | Viktor Korcsnoj    | 6 | 2 | 10 | 11–7      |
| 1984/85 | Moszkva           | Világbajnoki döntő                        | Garri Kaszparov    | 5 | 3 | 40 | 25–23     |
| 1985    | Moszkva           | Megismételt világbajnoki döntő            | Garri Kaszparov    | 3 | 5 | 16 | 11–13     |
| 1986    | London, Leningrád | Világbajnoki döntő visszavágó             | Garri Kaszparov    | 4 | 5 | 15 | 11,5–12,5 |
| 1987    | Linares           | Világbajnokjelöltek versenye, döntő       | Andrej Szokolov    | 4 | 0 | 7  | 7,5–3,5   |
| 1987    | Sevilla           | Világbajnoki döntő                        | Garri Kaszparov    | 4 | 4 | 16 | 12–12     |
| 1988    | Seattle           | Világbajnokjelöltek versenye, negyeddöntő | Jóhann Hjartarson  | 2 | 0 | 3  | 3,5–1,5   |
| 1989    | London            | Világbajnokjelöltek versenye, elődöntő    | Artur Juszupov     | 2 | 1 | 5  | 4,5–3,5   |
| 1990    | Kuala Lumpur      | Világbajnokjelöltek versenye, döntő       | Jan Timman         | 4 | 0 | 5  | 6,5–2,5   |
| 1990    | New York, Lyon    | Világbajnoki döntő                        | Garri Kaszparov    | 3 | 4 | 17 | 11,5–12,5 |
| 1991    | Brüsszel          | Világbajnokjelöltek versenye, negyeddöntő | Visuvanádan Ánand  | 2 | 1 | 5  | 4,5–3,5   |
| 1992    | Linares           | Világbajnokjelöltek versenye, elődöntő    | Nigel Short        | 2 | 4 | 4  | 4–6       |
| 1993    | Négy helyszínen   | FIDE világbajnoki döntő                   | Jan Timman         | 6 | 2 | 13 | 12,5–8,5  |
| 1995    | Sanghi Nagar      | FIDE világbajnokság, elődöntő             | Borisz Gelfand     | 4 | 1 | 4  | 6–3       |
| 1996    | Elista            | FIDE világbajnokság, döntő                | Gata Kamsky        | 6 | 3 | 9  | 10,5–7,5  |
| 1998    | Lausanne          | FIDE világbajnokság, döntő                | Visuvanádan Ánand  | 4 | 1 | 2  | 5–3       |

### Csapatszereplései
Sakkolimpiák
Hat sakkolimpián vett részt a Szovjetunió válogatottjában, és csapatban mind a hat alkalommal aranyérmet nyertek. Egyéniben ezen felül még három arany és egy ezüstérmet szerzett.
| Év   | Olimpia         | Helyszín                           | Ország      | Élő-p. | Tábla   | Győzelem | Vereség | Döntetlen | %    | Telj.ért. | Helyezés csapat | Helyezés egyéni       |
| 1972 | 20. sakkolimpia | Szkopje ( Jugoszlávia)             | Szovjetunió | 2630   | 1.tart. | 12       | 1       | 2         | 86,7 | 2661      | Aranyérem       | Aranyérem             |
| 1974 | 21. sakkolimpia | Nizza ( Franciaország)             | Szovjetunió | 2700   | 1.      | 10       | 0       | 4         | 85,7 | 2766      | Aranyérem       | Aranyérem             |
| 1980 | 24. sakkolimpia | La Valletta · ( Málta)             | Szovjetunió | 2725   | 1.      | 6        | 0       | 6         | 75   | 2729      | Aranyérem       | 4.                    |
| 1982 | 25. sakkolimpia | Luzern · ( Svájc)                  | Szovjetunió | 2700   | 1.      | 5        | 0       | 3         | 81,3 | 2799      | Aranyérem       |                       |
| 1986 | 27. sakkolimpia | Dubaj · ( Egyesült Arab Emírségek) | Szovjetunió | 2705   | 2.      | 4        | 1       | 4         | 66,7 | 2649      | Aranyérem       | 12.                   |
| 1988 | 28. sakkolimpia | Szaloniki · ( Görögország)         | Szovjetunió | 2725   | 2.      | 6        | 0       | 4         | 80   | 2800      | Aranyérem       | Ezüstérem · Aranyérem |

Sakkcsapat világbajnokságok
Két sakkcsapat világbajnokságon vett részt a Szovjetunió válogatottjának első táblásaként. Csapatban 1985-ben és 1989-ben egyaránt aranyérmet nyertek, egyéniben 1985-ben ezüstérmet szerzett.
Sakkcsapat Európa-bajnokság
Négy sakkcsapat Európa-bajnokságon szerepelt a szovjet válogatottban (1973, 1977, 1980, 1983). Csapatban mind a négy alkalommal aranyérmet nyertek, egyéniben 1973-ban és 1977-ben szintén aranyérmes lett.
Bajnokcsapatok Európa-kupája
1986-ban a CSKA Moszkva csapatával megnyerte a sakkcsapatok Európa-kupáját.
Főiskolai világbajnokságok
1971-ben és 1972-ben két alkalommal is tagja volt az aranyérmes szovjet válogatottnak a főiskolai sakkcsapat világbajnokságon. Mindkét alkalommal csapatban is és egyéniben is aranyérmet szerzett.

## Sakkelméleti munkássága
Az alábbi megnyitási változatok őrzik a nevét:
- Spanyol megnyitás, Karpov-csel (ECO C80): 1.e4 e5 2.Hf3 Hc6 3.Fb5 a6 4.Fa4 Hf6 5.O-O Hxe4 6.d4 b5 7.Fb3 d5 8.dxe5 Fe6 9.Hbd2 Hc5 10.c3 d4
- Aljechin-védelem, Karpov-változat (ECO B04): 1.e4 Hf6 2.e5 Hd5 3.d4 d6 4.Hf3 g6 5.c4 Hb6 6.h3 Fg7 8.Fe2
- Caro–Kann-védelem, Karpov-változat (ECO B17): 1.e4 c6 2.d4 d5 3.Hc3 dxe4 4.Hxe4 Hd7

## Szakirodalmi munkássága
Karpov az orosz Újságírószövetség tagjaként 59 (köztük 56 sakk témájú) könyv, gyűjtemény, tankönyv és más kiadvány szerzője, amelyeket több nyelvre is lefordítottak. A könyvek többsége a Sakkegyetem (Шахматный университет) című sorozatban jelent meg. Ő volt a főszerkesztője az 1990-ben megjelent Enciklopédikus sakkszótárnak, amely több, mint 100 000 példányban jelent meg. A 64 című sakkújság főszerkesztője volt. Emellett különböző folyóiratokban jelentek meg cikkei társadalmi-politikai, gazdasági és szociális témákban.

### Megjelent művei
Orosz nyelven
- Карпов А. Е.,Рошаль А. Б.«Девятая вертикаль» — Новосибирск: Западно-Сибирское книжное издательство, 1982.
- Карпов А. Е., Гик Е. Я. «Неисчерпаемые шахматы» — Moszkva: Издательство Московского университета, 1984.
- Карпов А. Е., Гик Е. Я. «Шахматный калейдоскоп» — Moszkva: Наука, 1981.
- Карпов А. Е., «Сто победных партий» — Moszkva: Физкультура и спорт, 1984.
- «В далёком Багио» (1981).
- «А завтра снова в бой» (1982).
- «Сестра моя Каисса» (1990).
- Карпов А. Е. «50 миниатюр чемпионов мира» — Moszkva: 1986.

Angol nyelven
- The Open Game in Action. Pavilion Books, Batsford (1988). ISBN 978-0713460964
- The Semi-Open Game in Action. Collier Books (1988). ISBN 978-0020218012
- The Closed Openings in Action. Collier/MacMillan (1990). ISBN 978-0020339854
- The Semi-Closed Openings in Action. Collier/MacMillan (1990). ISBN 978-0020218050
- Karpov on Karpov: Memoirs of a chess world champion. Liberty Publishing (1990). ISBN 0-689-12060-5 (1992-ben Simon & Schuster kiadásában is)
- Beating the Grünfeld. Pavilion Books, Batsford (1992). ISBN 978-0-7134-6468-9
- Caro-Kann Defence: Advance Variation and Gambit System. Pavilion Books, Batsford (2006). ISBN 0-7134-9010-1
- Elista Diaries: Karpov–Kamsky, Karpov–Anand, Anand Mexico City 2007 World Chess Championship Matches. Pavilion Books, Batsford (2007). ISBN 0-923891-97-8

## Fontosabb díjai, kitüntetései
- Barátságért Érdemrend (2011)
- Lenin-rend (1981)
- A Munka Vörös Zászló Érdemrendje (1978)
- A Szovjet Filatéliai Társaság tiszteletbeli tagja (1979)
- "Sakk-Oscar-díj" 9 alkalommal
- Több város díszpolgára és több egyetem tiszteletbeli doktora[56]

## Emlékezetes játszmái
- Anatoly Karpov vs Veselin Topalov, Linares 1994
- Viktor Korchnoi vs Anatoly Karpov, Moscow 1973
- Anatoly Karpov vs Gyula Sax, Linares 1983
- Anatoly Karpov vs Vlastimil Hort, Alekhine Memorial Tournament, Moscow 1971
- Anatoly Karpov vs Veselin Topalov, Dos Hermanas 1994
- Jan Timman vs Anatoly Karpov, Montreal 1979
- Anatoly Karpov vs Boris Gulko, 1996